# بيريل أتكينز
بيريل أتكينز (بالإنجليزية: B. T. S. Atkins)‏ هي لغوية بريطانية، ولدت في 26 فبراير 1930.